# Monika Brodka
Monika Maria Brodka (Żywiec, Polonia, 7 de febrero de 1988) es una cantante polaca, quien alcanzó la fama al resultar ganadora en la tercera serie del programa Polish Pop Idol en 2004. Desde ese entonces ha publicado tres álbumes, incluyendo el álbum Granda en 2010, bien recibido por la crítica nacional e internacional. En mayo de 2012 Monika sacó al mercado la premier de su nuevo EP llamado “LAX”, el cual contiene 2 canciones nuevas en inglés («Varsovie» y «Dancing Shoes») y algunos otros remixes.

## Inicio de carrera
Después de ganar la edición del Polish Pop Idol en 2004, Monika Brodka sacó al mercado su primer álbum, logrando ser disco de oro después de un par de meses. En noviembre de 2006, salió al mercado su segundo álbum, Moje piosenki, que también logró ser disco de oro al paso de unos cuantos meses.

## ÁlbumGranda
Después de un receso musical de cuatro años, el nuevo álbum de Brodka salió al mercado, mostrando un gran cambio en su estilo de música. El álbum Granda fue descrito como «un álbum que raya en lo electro, rock y otras raíces musicales, pero manteniéndose firmemente pop en su propuesta y ejecución, el álbum tiene una vitalidad e innovación que pone a la mayoría de los actos alt-rock polacos en vergüenza». El álbum fue certificado como doble platino en Polonia en noviembre de 2011.

## Discografía

### Álbumes
| Título        | Detalles del álbum                                                         | Posicionamiento en las listas | Certificaciones    |  |
| Título        | Detalles del álbum                                                         | POL                           | Certificaciones    |  |
| ------------- | -------------------------------------------------------------------------- | ----------------------------- | ------------------ |  |
| Album         | - Lanzamiento: 25 de octubre de 2004 - Discográfica: BMG                   | 6                             | - POL: Gold        |  |
| Moje piosenki | - Lanzamiento: 20 de noviembre de 2006 - Discográfica: Sony BMG            | 7                             | - POL: Gold        |  |
| Granda        | - Lanzamiento: 20 de septiembre de 2010 - Discográfica: Sony Music         | 2                             | - POL: 2x Platinum |  |
| Clashes       | - Lanzamiento: 13 de mayo de 2016 - Discográfica: Play It Again Sam, Kayax | 1                             |                    |  |
| Brut          | - Lanzamiento: 30 de mayo de 2021                                          |                               |                    |  |

### EP
| Título | Detalles del álbum                                         |
| ------ | ---------------------------------------------------------- |
| LAX    | - Lanzamiento: 30 de mayo de 2012 - Discográfica: Kayax    |
| Sadza  | - Lanzamiento: 28 de octubre de 2022 - Discográfica: Kayax |

### Sencillos
- 2004 "Ten"
- 2004 "Dziewczyna mojego chłopaka"
- 2005 "Miałeś być"
- 2006 "Znam Cię na pamięć"
- 2007 "Miał być ślub"
- 2007 "Za mało wiesz"
- 2010 "W pięciu smakach"
- 2011 "Granda"
- 2011 "Krzyżówka dnia"
- 2012 "Varsovie"
- 2012 "Dancing Shoes"
- 2016 "Horses"
- 2016 "Santa Muerte"
- 2016 "Up in the Hill"
- 2017 "My Name Is Youth"
- 2017 "Nieboskłon" (Tomasz Organek, Piotr Rogucki)
- 2018 "Horses" (A_GIM)
- 2018 "Granda" (The Dumplings)
- 2018 "Varsovie 2018"
- 2019 "Syberia" (Krzysztof Zalewski)
- 2021 "Wrong Party" (Scottibrains)
- 2021 "Game Change"
- 2021 "Hey Man"